# إلكترا أفيكيم

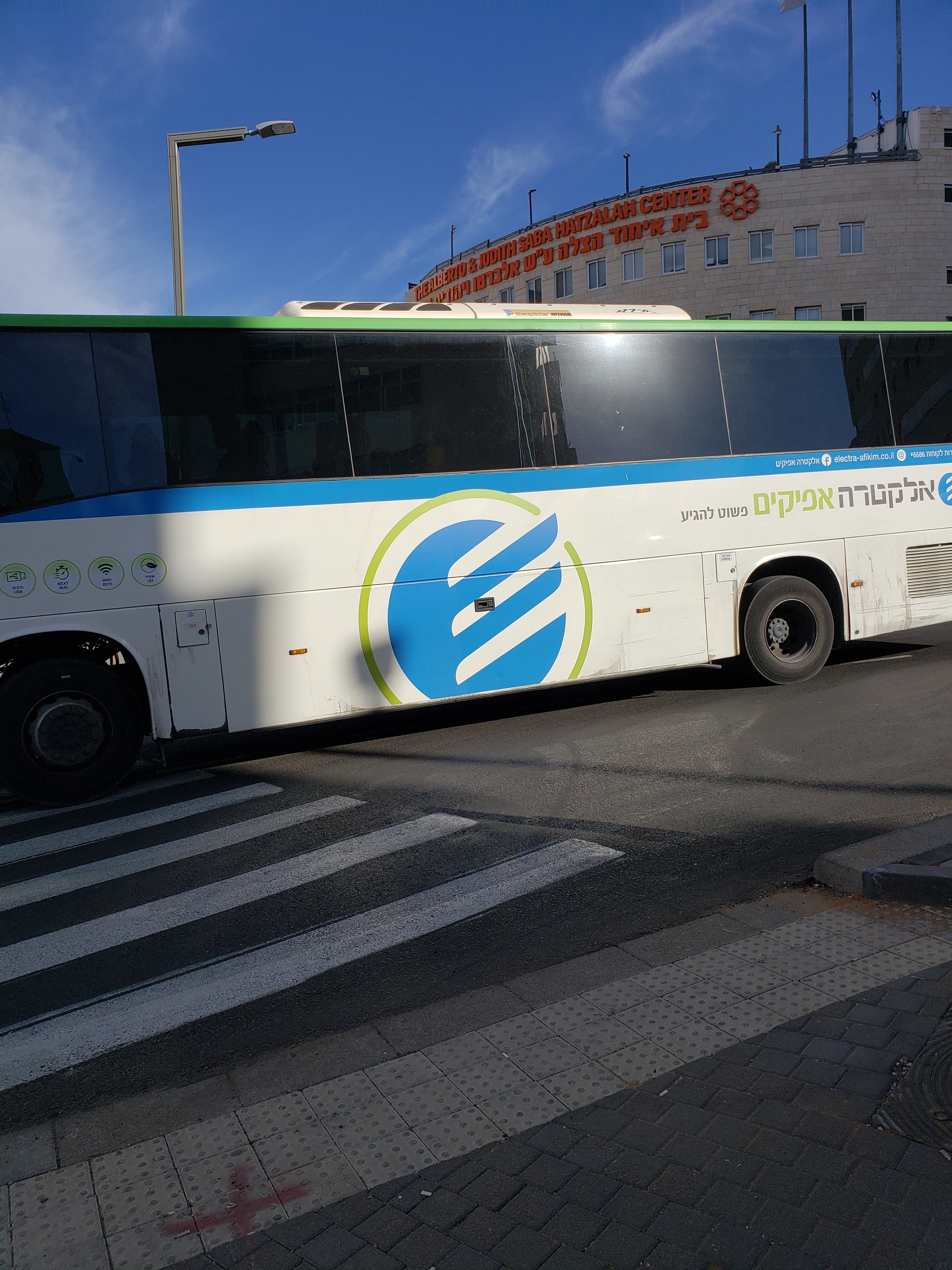
شعار الشركة الجديد بعد تغيير الملكية

شركة إلكترا أفيكيم المحدودة (بالعبرية: אלקטרה אפיקים בע"מ)، والمعروفة باسمها المختصر "أفيكيم". هي شركة نقل عام إسرائيلية مملوكة لشركة "إلكترا" منذ يناير 2021 بالشراكة مع "مجموعة أمنون مسيلوت". تأسست شركة أفيكيم في عام 2008 وتشغل خطوط حافلات في جنوبي البلاد، هشفيلاه، الضفة الغربية، وغوش دان. تمتلك شركة إلكترا أفيكيم حوالي 840 حافلة. في مايو 2021 استحوذت الشركة على شركة إيجد تعفورا.